# Un dramma borghese (romanzo)
Un dramma borghese è un romanzo di Guido Morselli, scritto nei primi anni sessanta e pubblicato postumo nel 1978.
È un romanzo psicologico che descrive il rapporto, ambiguo fino a essere incestuoso, che si crea durante la convalescenza del narratore e della figlia, confinati in due stanze contigue di un albergo sul lago di Lugano.

## Storia editoriale
Un dramma borghese venne pubblicato postumo, a quasi quindici anni dalla sua stesura. Morselli tentò più volte di convincere i responsabili delle principali case editrici a pubblicare le sue opere, ma non ci riuscì. Morselli propose "a diverse case editrici il dattiloscritto del libro riscontrando, però, una sostanziale diffidenza da parte dei lettori editoriali tanto per lo stile, quanto per la tematica trattata che, seppur risolta
in maniera originale e senza eccessi di morbosità, risultava pur sempre di difficile proposizione nella borghesissima Italia pre-sessantottina". Vittorio Sereni, direttore letterario di Arnoldo Mondadori, si accorse della qualità letteraria dell'opera, ma non credette nella possibilità di pubblicarla: Morselli decise di riproporgli Un dramma borghese, testo che era già stato sottoposto alle attenzioni di Sereni nel 1963, ottenendo, a fronte delle critiche morselliane sulla funzione del «lettore editoriale», la precisazione del medesimo Sereni secondo cui il lavoro che un lettore editoriale svolge è quello di «decisione e di scelta e non [...] di critica e di recensione». Lo scambio epistolare tra i due è, seppur dialetticamente aperto, per lo meno infruttuoso: la constatazione sereniana «vedo con rammarico che non ci siamo», datata 5 giugno 1973, oltre che a spezzare le speranze di pubblicazione di Un dramma borghese, appare come la conclusione del rapporto tra i due. Il 31 luglio 1973, nemmeno due mesi dopo, Morselli decise di togliersi la vita nella sua residenza a Varese, sparandosi un colpo con la sua Browning 7.65.

## Trama
Un giornalista di mezza età, corrispondente politico da Bonn per il Corriere della Sera, si trova bloccato in un albergo sul lago di Lugano per assistere la figlia durante la convalescenza da una appendicectomia: Mimmina è stata messa in collegio dopo la morte della madre e ben poco ha visto del mondo, ma vive una sua vita intensa di fantasticherie grandiose, di passioni sospese e avvolgenti. 
I due sono praticamente estranei: undici anni prima, in seguito alla morte della madre, in un incidente d'auto, da cui non si è mai potuta escludere definitivamente la volontà suicida, Mimmina è stata lasciata in un collegio in Germania, il padre le ha fatto poche e brevi visite. La costrizione dell'uomo maturo con la figlia diciottenne in due camere contigue con il bagno in comune: il "camerino", in cui vengono espletate tutte le funzioni corporali più intime, porta ad un crescendo di erotismo in parte subito, in parte accettato, reso più pressante dalla sostanziale estraneità tra i due e dalla morbosa passione dell'adolescente per il padre mitizzato e, per tanti anni, assente.
Nel rapporto claustrofobico tra padre e figlia, assieme alla sessualità repressa che minaccia continuamente di deflagrare, entra la tematica del suicidio: una Browning calibro 7.55, residuo del periodo bellico del padre, occhieggia appesa alla sua fondina (sarà proprio questa l'arma - da lui definita «la ragazza dall'occhio nero» - con cui Morselli si toglierà la vita). Mimmina accusa il padre di aver provocato il suicidio della madre e lo stesso protagonista non è sicuro di esserne completamente innocente. La cameriera - unica presenza umana, a parte il medico, nella solitudine di Mimmina - le racconta in lacrime che suo nipote si è suicidato a quindici anni per un amore contrastato con una donna più anziana.
La visita di Therese, un'amica e coetanea di Mimmina, costituisce un valido diversivo per il protagonista, che decide di uscire con lei e la corteggia con successo. La tresca scatena la reazione iraconda di Mimmina che, gelosa del padre e delusa dall'amica, sembra ammalarsi più gravemente e sprofonda in una depressione accentuata dalla solitudine. Il padre deve ormai riprendere il lavoro e viene informato che, al giornale, vi è un certo malumore per il suo lungo riposo. Decide di partire per Bonn, saluta Therese e, non volendo portare la figlia con sé in Germania, cerca di scaricarla al medico curante, dottor Vanetti, facendola accompagnare da lui sulla Riviera Ligure.

## Critica
Il romanzo è caratterizzato dall'opera paziente dello scandaglio psicologico e dall'indagine sulle ombre della psiche e sui guizzi dei desideri: in questo Morselli si muove con la stessa precisione e sicurezza con cui sapeva ricostruire l'operazione militare di cui si parla in Contro-passato prossimo. Spostando continuamente la luce dal giornalista - convinto di essere corazzato dall'esperienza - alla giovane figlia (che alla vita non ha fatto ancora in tempo neppure a esporsi), Morselli riesce a delineare con straordinaria finezza quella zona intermedia in cui questi due personaggi, fino allora vissuti in mondi senza contatto, si incontrano e si scoprono fino a scoprirsi complici e a spaventarsi della propria complicità, sfuggendola e ricadendovi in un circolo senza uscita.
Un dramma borghese è un libro violentemente psicologico – e al contempo pregno di morbosa sensualità – in cui lo scandaglio delle interiorità, le ambiguità dei piccoli gesti e delle allusioni, la potenzialità sovversiva di sguardi mancati e di contatti inattesi gettano padre e figlia – e lettore – in una nebbiosa atmosfera da crepuscolo dell'amore.

## Adattamenti cinematografici
Nel 1979 dal romanzo è stato tratto il film Un dramma borghese per la regia di Florestano Vancini.

## Edizioni
- Guido Morselli, Un dramma borghese, collana Narrativa Contemporanea, Adelphi, 1978.